# 江苏巡抚
江苏巡抚，為清朝在江苏省設立的一個巡撫職位。
顺治二年置江宁巡抚，驻苏州，辖江宁府、苏州府、松江府、常州府、镇江府。顺治十八年，江南布政使分为左、右两位，分驻江宁府、苏州府。右布政使辖宁、镇、苏、松、常，左布政使辖余下地方。然这两位布政使仍冠以“江南”头衔，所以不可能认为江南分省。康熙五年(1666年)五月，裁鳳廬巡撫，所属庐州、凤阳2府，滁、和2个州归并安徽巡抚管理；淮安府、扬州府2府及徐州隶属江南右布政使司。此时左、右两布政使辖境已经和现在安徽、江苏两省十分接近。康熙六年，左、右布政使分别改为安徽布政使、江苏布政使（这是“安徽”、“江苏”这两个省名出现之始）。康熙二十五年，改称江苏巡抚，官名全称为“巡撫江蘇等處地方提督軍務兼理糧饟”。两江总督驻扎在江宁府。乾隆二十五年，安徽布政使从江宁府迁往安庆府。同时，江苏布政使一分为二——江宁布政使（驻江宁府 ）和江苏布政使（驻苏州府）。江苏省境内形成了一巡抚两布政的格局。不过，从清朝中期开始，巡抚逐步取代了布政使成为一省之长，所以江苏内部分两个布政的情况并不被认为是“分省”，毕竟名义上还有江苏巡抚统辖坐镇。至此江苏、安徽两省官僚体系完全定型，在清代文献中出现频率逐渐高过“江南”的频率，因而坐实了分省的事实。

## 历任江苏巡抚
- 土国寶（1645年—1647年）
- 周伯达（1647年—1648年）
- 土国寶（1648年—1651年）
- 周国佐（1651年—1654年）
- 张中元（1654年—1659年）
- 蒋国柱（1659年）
- 朱国治（1660年—1661年）
- 韩世琦（1661年—1669年）
- 玛祜（1669年—1676年）
- 慕天颜（1676年—1681年）
- 余国柱（1681年—1684年）
- 王新命（1684年）
- 汤斌（1684年—1686年）
- 赵士麟（1686年—1687年）
- 田雯（1687年—1688年）
- 洪之杰（1688年—1690年）
- 郑端（1690年—1692年）
- 宋荦（1692年—1705年）
- 準（1705年—1709年）
- 张伯行（1709年—1715年）
- 吳存禮（1715年—1723年）
- 何天培（1723年—1725年）
- 张楷（1725年—1726年）
- 陈时夏（1726年—1728年）
- 张坦麟（1728年）
- 尹继善（1728年—1729年）
- 王玑（1729年）
- 彭维新（1729年—1731年）
- 王国栋（1731年）
- 乔世臣（1731年—1733年）
- 高其倬（1733年—1736年）
- 邵基（1736年—1737年）
- 杨永斌（1737年—1738年）
- 许容（1738年—1739年）
- 张渠（1739年—1740年）
- 徐士林（1740年—1741年）
- 陈大受（1741年—1746年）
- 安宁（1746年—1748年）
- 鄂昌（1748年）
- 雅尔哈善（1748年—1750年）
- 王师（1750年—1751年）
- 庄有恭（1751年—1756年）
- 爱必达（1756年—1757年）
- 陈宏谋（1757年）
- 託恩多（1757年—1758年）
- 庄有恭（1758年）
- 陈宏谋（1758年—1762年）
- 庄有恭（1762年—1765年）
- 明德（1765年—1768年）
- 彰宝（1768年—1769年）
- 明德（1769年）
- 永德（1769年—1770年）
- 萨载（1770年—1776年）
- 杨魁（1776年—1780年）
- 吴坛（1780年）
- 闵鹗元（1780年—1790年）
- 福崧（1790年）
- 长麟（1790年—1792年）
- 奇丰额（1792年—1795年）
- 费淳（1795年—1797年）
- 康基田（1797年）
- 费淳（1797年—1799年）
- 宣兴（1799年）
- 岳起（1799年—1803年）
- 汪志伊（1803年—1806年）
- 汪日章（1806年—1809年）
- 蒋攸銛（1809年）
- 章煦（1809年—1812年）
- 朱理（1812年—1814年）
- 张师诚（1814年—1816年）
- 胡克家（1816年）
- 李尧栋（1816年）
- 陈桂生（1816年—1820年）
- 魏元煜（1820年—1822年）
- 韩文绮（1822年—1824年）
- 张师诚（1824年—1825年）
- 陶澍（1825年—1830年）
- 卢坤（1830年）
- 程祖洛（1830年—1832年）
- 林则徐（1832年—年）
- 陈銮（1837年—年）
- 裕谦（1839年—1841年）
- 梁章钜（1841年）
- 程矞采（1841年—1842年）
- 孙善宝（1842年—1845年）
- 李星沅（1845年—1846年）
- 陆建瀛（1846年—1849年）
- 傅绳勋（1849年—1851年）
- 杨文定（1851年—1853年）
- 许乃钊（1853年—1854年）
- 吉尔杭阿（1854年—1856年）
- 赵德辙（1856年—1858年）
- 徐有壬（1858年—1860年）
- 薛焕（1860年—1862年）
- 李鸿章（1862年—1867年）
- 郭柏荫（1867年）
- 李瀚章（1867年）
- 丁日昌（1867年—1870年）
- 张之万（1870年—1871年）
- 何璟（1871年—1873年）
- 张树声（1873年—1874年）
- 吴元炳（1874年—1881年）
- 黎培敬（1881年）
- 卫荣光（1881年—1886年）
- 崧骏（1886年—1888年）
- 刚毅（1888年—1892年）
- 奎俊（1892年—1895年）
- 赵舒翘（1895年—1897年）
- 奎俊（1897年—1898年）
- 德寿（1898年—1899年）
- 鹿传霖（1899年—1900年）
- 松寿（1900年—1901年）
- 聶緝槼（1901年）
- 恩寿（1901年—1904年）
- 端方（1904年）
- 陆元鼎（1904年—1906年）
- 陈夔龙（1906年—1907年）
- 張曾敭（1907年）
- 陈启泰（1907年—1909年）
- 瑞澂（1909年）
- 宝棻（1909年—1910年）
- 程德全（1910年—1911年）